# Carl Eduard von Beck
Carl Eduard von Beck (7. september 1819 – 26. juli 1904) var en dansk officer og fabrikant, far til Harald Eduard von Beck.
Han var søn af major i Livgarden til Fods Jens Johan Frederik von Beck (1789-1831) og Petrine født Harboe (død 1829). Han steg inden for graderne i kavaleriet og ægtede 8. august 1851 Jane Severine Schiøtt (15. maj 1831 på Rugård - 16. april 1899), datter af af justitsråd Mads Johan Buch Schiøtt (1800-1866) til Rugård. Hun var søster til August Schiøtt, som i 1863 grundlagde fajancefabrikken Aluminia. Schiøtt døde allerede samme år, og svigersønnen Carl Eduard von Beck - der da var ritmester - overtog fabrikken. Allerede 1868 solgte Beck dog Aluminia til Philip Schou, og først da kom der vækst i produktionen. Beck vendte tilbage til Hæren, hvor han sluttede karrieren som oberst.
25. juli 1850 blev han Ridder af Dannebrog, 1851 modtog han en svensk æressabel af kong Oscar I og han bar også Erindringsmedaljen for Krigen 1848-50 og Krigen 1864.